# マイケル・ラター
マイケル・ラター（Michael Rutter、1933年8月15日 - 2021年10月23日）は、イギリスの児童精神医学者。児童精神医学を科学的根拠に基づく確立された学問分野へと転換させたことから「現代児童精神医学の父」と称された。

## 来歴
1933年、レバノンのブロムマナにて、医師の父と主婦の母のもとに生まれる。幼少期に家族でイギリスへ移住したが、1940年、第二次世界大戦によるドイツ軍の侵攻を恐れ、7歳の時に妹と共に北アメリカへ疎開し、里親のもとで4年間を過ごした。この間、アメリカ・ニュージャージー州のムーアズタウン・フレンズ・スクールに通った。戦後にイングランドへ戻り、ウルヴァーハンプトン・グラマー・スクールやヨークのブーサム・スクールで教育を受けた。
バーミンガム大学で医学を学び、1956年に卒業。その後、神経学と小児科学の研修を経て、1961年から1962年までニューヨーク・ブロンクスのアルバート・アインシュタイン医科大学で小児科のレジデントを務めた。1966年にはロンドンの精神医学研究所（Institute of Psychiatry）に勤務し、モーズリー病院で精神科医としての研修を修了した。この研修期間中、オーブリー・ルイスの指導を受け、児童精神医学への関心を深めた。
1973年、イギリス初の「小児精神医学教授職」に任命され、以後55年間にわたりロンドン大学キングス・カレッジの精神医学・心理学・神経科学研究所に所属。発達障害、愛着障害、行動障害、自閉スペクトラム症（ASD）などの領域において研究を行った。1984年には同研究所にMRC児童精神医学研究ユニットを設立し、1994年にはMRC社会・遺伝・発達研究センター（SGDPセンター）を創設。初代所長に任命された。
2021年10月23日、がんのため死去。享年88歳。

## 業績
ラッターは、スーザン・フォルスティンとの双生児研究（1977）で、自閉症に遺伝的要因が関与していることを示した。また、ジョン・ボウルビィの愛着理論を批判的に再検討し、「母親への唯一の愛着」よりも「複数の愛着関係」の重要性を主張した。
彼の研究は、反社会的行動、愛情欠如性人格障害、愛着障害といった青年期の問題にまで及んだ。とりわけ、ルーマニアおよびイギリスで生まれた養子の追跡調査では、養育環境の剥奪期間と愛着障害の重症度との間に強い相関があることを明らかにし、注意欠如、多動、行動問題、認知発達にも影響があることを示した。
「ワイト島研究（Isle of Wight Studies）」では、代表的な児童集団における発達の実態を初めて本格的に明らかにした。ワイト島研究は、1960年代から1970年代にかけて実施された、小児の発達や福祉に関する大規模な疫学調査である。本研究は、イギリスの都市部と農村部における児童の発達状況を比較する目的で、ロンドン南部のインナーシティ地区カンバーウェルとワイト島の小学生を対象に行われた。その結果、行動上の逸脱、精神障害、特異的読字障害は、ワイト島に比べカンバーウェルの児童でおよそ2倍多くみられた。しかし、家族の社会経済的不利の指標を統計的に補正すると、これらの差はほとんど消失した。また、調査は学校間での福祉や学業達成の格差が非常に大きいことも示し、学校教育の質が児童発達に影響を与える可能性を示唆した。これらの知見は、ロンドンの中等教育段階の児童を対象に研究者と教師が協働した書籍『Fifteen Thousand Hours』（1979年）でも同様に報告されている。

## 著書
- イギリス・ルーマニア養子研究から社会的養護への示唆 施設から養子縁組された子どもに関する質問
- 児童青年精神医学 新版
- 自閉症
- 子どもの精神医学 (1983年)
- 母親剥奪理論の功罪―マターナル・デプリベーションの再検討
- 母親剥奪理論の功罪 続